# Герб Лиманського району
Герб Лиманського райо́ну — офіційний символ Лиманського району Одеської області, затверджений рішенням Комінтернівської районної ради.

## Опис
Герб Лиманського району становить собою заокруглений щит з пропорціями 5:6.
Щит розтятий вертикально головною гербовою фігурою — адміралтейським якорем на геральдично праве синє поле та геральдично ліве золоте поле. Якір у контрастних тинктурах на синьому тлі золотий, а на золотому синій.
У синьому полі — срібний лелека стоїть у золотому кублі (гнізді), у золотому полі стилізоване зображення замку.
Щит увінчано золотою територіальною короною.
Вінок колосся із зеленою виноградною лозою обсновує гербовий щит з двома ґронами винограду натурального кольору обабіч щита.
Під щитом вінок обвитий гасловою стрічкою у вигляді українського рушника з вишивкою геометричного стилю хрестиком традиційного червоно-чорного забарвлення.

## Символіка гербових фігур
Головна гербова фігура — якір. Найпоширеніше тлумачення у геральдиці — символ вірності. В українській традиції символізує приморські терени, судноплавство, морське господарство. Адміралтейський якір на відміну від якоря-кішки додатково підкреслює саме морський, а не річковий характер символіки.
Лелека у кублі. Лелека — символ добра, «Божа птиця», символізує щастя, добробут і затишок у домі, виступає також символом праці та відданості. Коли лелека на кублі, то основна символіка — родючість, плодовитість, оберіг народження дітей.
Замок — символ убезпеченості території, залюдненості, міського цивільного життя. На щиті Лиманського герба вказує на родинний замок Куріса у селі Курісове.

## Символіка елементів герба
Вінок колосся обраний як найхарактерніший символ місцевості, гербова фігура з хлібного колосся є однією з найпоширеніших символів українського села. Зазвичай символізує добробут, сумлінну працю, мирне життя, також в геральдиці виступає як ординарний символ християнства.
Виноградна лоза символізує родючість та офірність в ім'я спільної ідеї, внутрішньої згоди. Символ південного краю, виноградарства та виноробства.